# Gunung Batee
Gunung Batee är en kulle i Indonesien.   Den ligger i provinsen Aceh, i den västra delen av landet, 1 600 km nordväst om huvudstaden Jakarta. Toppen på Gunung Batee är 76 meter över havet.
Terrängen runt Gunung Batee är platt. Runt Gunung Batee är det glesbefolkat, med 18 invånare per kvadratkilometer. I omgivningarna runt Gunung Batee växer i huvudsak städsegrön lövskog.